# Jaderná elektrárna Hanul
Jaderná elektrárna Hanul (korejsky 한울원자력발전소) (do roku 2013 Jaderná elektrárna Ulčin) je provozní jaderná elektrárna v Jižní Koreji. Nachází se v okrese Ulčin v provincii Severní Kjongsang. Bude se skládat z deseti tlakovodních reaktorů. Elektrárna byla při začátku výstavby sedmého bloku formálně rozdělena do dvou částí; Hanul a Shin Hanul. Celkový hrubý výkon elektrárny činí 9136 MW (6226 MW a 2910 MW).

## Historie a technické informace
Elektrárna v roce 2023 disponuje sedmi provozními reaktory, jejichž parametry jsou odlišné. První dva francouzské tlakovodní bloky typu CP1 začaly být budovány 26. ledna 1983, respektive 5. července 1983 a připojeny k síti byly 7. července 1988 a 14. dubna 1989. Oba mají podobný hrubý výkon okolo 1000 MW. Bloky 3 až 6 jsou typu OPR-1000. Jejich výstavba započala v letech 1993 až 2000 a šestý blok byl připojen k síti 7. ledna 2005. Všechny čtyři mají podobný hrubý výkon okolo 1050 MW.
Bloky 7 až 10 jsou označovány jako Shin Hanul (Nový Hanul). Všechny čtyři mají disponovat reaktorem APR1400 s hrubým výkonem 1455 MW a čistým výkonem lehce nad 1400 MW. První z (blok 7) nich začal být budován 21. července 2012 a připojen k síti byl 9. června 2022. Osmý blok započal výstavbu 19. června 2013. Blok 8 poprvé dosáhl kritičnosti dne 6. prosince 2023. Osmý blok byl připojen k síti 21. prosince 2023. Komeční provoz byl zahájen 5. dubna 2024.
Bloky 9 a 10 se mají začít stavět v roce 2024 a 2025 a připojeny k síti mají být v letech 2032 a 2033. 1. prosince byla udělena zakázka na výstavbu bloků 9 a 10. konsorciu společností Hyundai E&C, Doosan, Enerbility a Posco E&C. V září 2024 bylo uděleno stavební povolení pro bloky 9 a 10. Devátý blok začal být budován dne 20. května 2025.
Celkový hrubý výkon jaderné elektrárny je 9136 MW a po dokončení má disponovat výkonem 12 046 MW.

## Informace o reaktorech
| Reaktor           | Typ reaktoru | Výkon   | Výkon   | Zahájení výstavby | Připojení k síti | Uvedení do provozu | Uzavření |
| Reaktor           | Typ reaktoru | Čistý   | Hrubý   | Zahájení výstavby | Připojení k síti | Uvedení do provozu | Uzavření |
| ----------------- | ------------ | ------- | ------- | ----------------- | ---------------- | ------------------ | -------- |
| Hanul-1           | CPI          | 953 MW  | 1014 MW | 26. 1. 1983       | 7. 4. 1988       | 10. 9. 1988        |          |
| Hanul-2           | CPI          | 957 MW  | 1011 MW | 5. 7. 1983        | 14. 4. 1989      | 30. 9. 1989        |          |
| Hanul-3           | OPR-1000     | 991 MW  | 1051 MW | 21. 7. 1993       | 6. 1. 1998       | 11. 8. 1998        |          |
| Hanul-4           | OPR-1000     | 994 MW  | 1052 MW | 1. 11. 1993       | 28. 12. 1998     | 31. 12. 1999       |          |
| Hanul-5           | OPR-1000     | 989 MW  | 1049 MW | 1. 10. 1999       | 18. 12. 2003     | 29. 7. 2004        |          |
| Hanul-6           | OPR-1000     | 987 MW  | 1049 MW | 29. 9. 2000       | 7. 1. 2005       | 22. 4. 2005        |          |
| Shin Hanul-1 (7)  | APR-1400     | 1429 MW | 1455 MW | 21. 7. 2012       | 9. 6. 2022       | 7. 12. 2022        |          |
| Shin Hanul-2 (8)  | APR-1400     | 1416 MW | 1455 MW | 19. 6. 2013       | 21. 12. 2023     | 5. 4. 2024         |          |
| Shin Hanul-3 (9)  | APR-1400     | 1416 MW | 1455 MW | 20. 5. 2025       |                  | 2033               |          |
| Shin Hanul-4 (10) | APR-1400     | 1416 MW | 1455 MW | 2026              |                  | 2034               |          |